# Ignatius Zakka I Iwas
Ignatius Zakka I Iwas (Aramees:ܐܝܓܢܐܛܝܘܣ ܙܟܝ ܩܕܡܝܐ ܥܝܘܐܨ) (Mosoel, 21 april 1933 – Kiel, 21 maart 2014) was een Syrische oriëntaals-orthodoxe geestelijke. Hij was patriarch van de Syrisch-Orthodoxe Kerk van Antiochië. Het patriarchaat heeft zijn zetel in Damascus. Zoals het de traditie is in de kerk, wordt het hoofd van de kerk met de naam Ignatius ingewijd. 
Aangezien hij de eerste patriarch was met Zakka als naam, wordt zijn naam vaak geschreven als Ignatius Zakka I Iwas. Zijn volledige titel was:
Syrisch:ܩܕܝܫܘܬܗ ܡܪܢ ܡܪܝ ܐܝܓܢܐܛܝܘܣ ܙܟܝ ܩܕܡܝܐ ܥܝܘܐܨ܃ ܦܛܪܝܪܟܐ ܕܐܢܛܝܘܟܝܐ ܘܕܟܠܗ̇ ܡܕܢܚܐ 
Transliteratie: Qaddîšûteh Moran Mor Îgnatyûs Zakkay Qadmoyo 'Îwas, Phatryargo d-Antyukya u dKulo Madenho.
Nederlands: Zijne Heiligheid Moran Mor Ignatius Zakka I Iwas, Patriarch van Antiochië en het gehele Oosten.

## Levensloop
Op vroege leeftijd ging hij naar de Syrisch-orthodoxe school St. Thomas in de stad, en op de leeftijd van veertien begon hij met zijn theologische studie in het Mor Ephrem-seminarie. Bij het seminarie werd zijn geboortenaam, Sanharib, vervangen door de naam Zakka. In 1947 werd hij verordend tot diaken, waarna hij in 1954 zijn kloostergelofte aflegde en monnik werd. Zakka Iwas verliet Mosoel in 1955 om secretaris te worden van patriarch Ignatius Afrem I Barsoum in Homs en daarna van Jacob III. Op 17 november 1957, verordende de laatstgenoemde hem priester, en twee later jaar gaf hij hem het Heilige Kruis.

## Studie
In 1960 reisde Iwas naar New York voor een vervolgstudie. Daar voltooide hij een doctoraal examen in het Engels bij de City University, en werd meester in pastorale theologie bij de General Theological Seminary. In 1962 en 1963 werd hij gedelegeerd door de patriarch tot waarnemer bij het Tweede Vaticaans Concilie.

## Metropoliet
Op 17 november 1963 werd Zakka Iwas gewijd tot aartsbisschop van Mosoel door de toenmalige  patriarch Mor Ignatius Jacob III. Hij werd gewijd met de naam Severius. In 1969 werd Mor Severius Zakka overgeplaatst om aartsbisschop van Bagdad en Basra te zijn.

## Patriarch
Na de dood van Patriarch Ignatius Jacob III in 1980 werd Zakka Iwas verkozen door de synode van de kerk tot de 122ste Patriarch van de Syrisch-Orthodoxe Kerk van Antiochië. Hij werd geïntroniseerd op 14 september 1980, het feest van het Kruis, door Basilius Paulose II, Catholicos van het Oosten, in de patriarchale kathedraal in Damascus. Als Patriarch Moran Mor Ignatius Zakka I was hij betrokken bij oecumenische dialogen en voorzitter van de Wereldraad van Kerken. Hij heeft ook het nieuwe kloosterseminarie, Klooster van St. Efrem de Syriër, in Saidnaya, dicht bij Damascus gevestigd. Op 14 september 2005 werd de viering voor zijn zilveren jubileum gehouden.
Op 21 maart 2014 overleed Iwas aan een hartaanval toen hij werd behandeld in Duitsland na een lang ziekbed.